# Paesaggio dell'ardesia del Galles nordoccidentale
Paesaggio dell'ardesia del Galles nordoccidentale è un sito patrimonio dell'umanità dell'UNESCO del Galles nel Regno Unito, mentre l'ardesia gallese è stata designata dall'Unione internazionale di scienze geologiche come risorsa di pietra del patrimonio mondiale.

## Storia

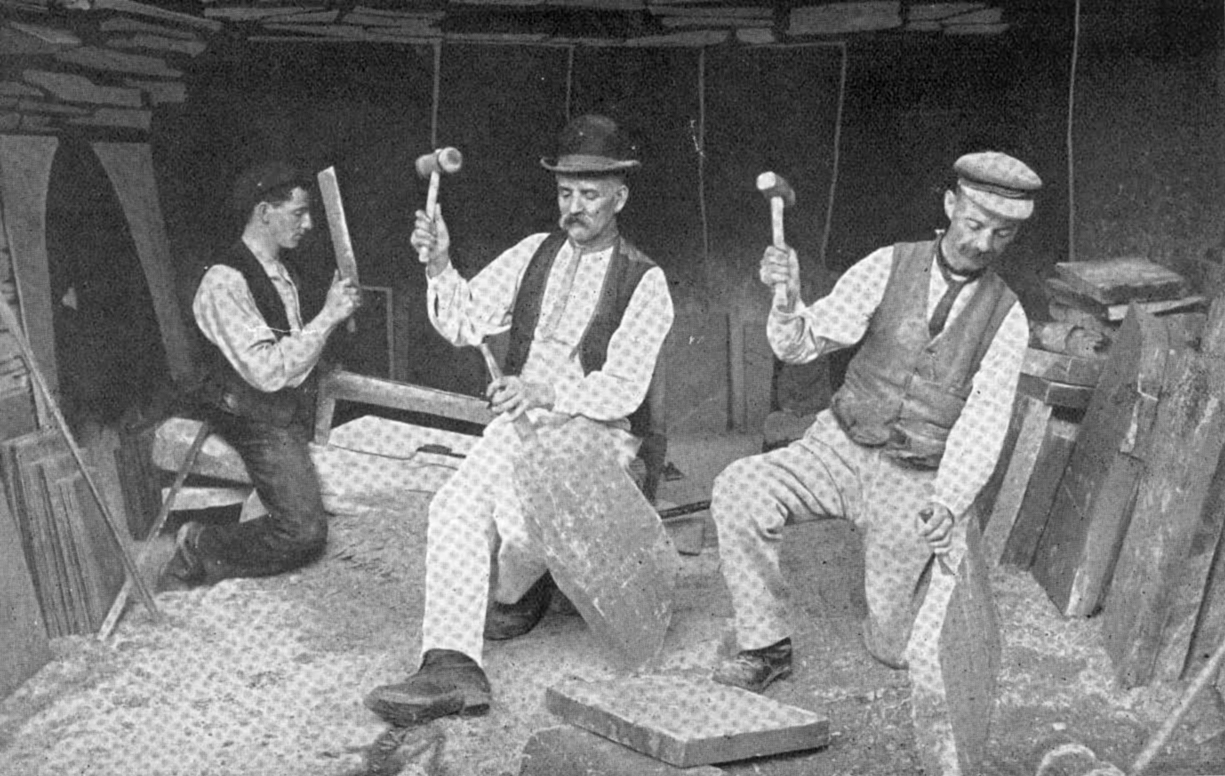
La spaccatura dei blocchi di ardesia con martello e scalpello per produrre lastre di copertura richiedeva grande abilità. Questo processo non venne meccanizzato fino alla seconda metà del XX secolo, e in questo modo vengono ancora prodotte le lastre di ardesia. Questi cavatori lavoravano alla cava di Dinorwic, nel Galles, intorno al 1910.

L'esistenza di un'industria dell'ardesia in Galles è attestata fin dal periodo romano, quando l'ardesia venne utilizzata per ricoprire il tetto del forte di Segontium, ora Caernarfon. L'industria dell'ardesia crebbe lentamente fino all'inizio del XVIII secolo, quindi si espanse rapidamente fino alla fine del XIX secolo, periodo in cui le aree di produzione di ardesia più importanti erano nel nord-ovest del Galles, tra cui la cava di Penrhyn vicino a Bethesda, la cava di Dinorwic vicino a Llanberis, la valle di Nantlle, e Blaenau Ffestiniog, dove l'ardesia veniva estratta piuttosto che cavata. Penrhyn e Dinorwig erano le due più grandi cave di ardesia del mondo e la miniera di Oakeley a Blaenau Ffestiniog era la più grande miniera di ardesia del mondo. L'ardesia veniva utilizzata principalmente per coperture, ma veniva prodotta anche come lastra più spessa per una varietà di usi tra cui pavimenti, piani di lavoro e lapidi.
Fino alla fine del XVIII secolo, l'ardesia veniva estratta, su piccola scala, da gruppi di cavatori che pagavano una royalty al proprietario del terreno, trasportavano l'ardesia nei porti e poi la spedivano in Inghilterra, Irlanda e talvolta in Francia. Verso la fine del secolo, i proprietari terrieri iniziarono a gestire le cave in proprio, su scala più ampia. Dopo che il governo abolì il dazio sull'ardesia, nel 1831, la rapida espansione fu spinta dalla costruzione di ferrovie a scartamento ridotto per trasportare l'ardesia ai porti.
L'industria dell'ardesia dominò l'economia del Galles nordoccidentale durante la seconda metà del XIX secolo, ma altrove era su scala molto più ridotta. Nel 1898, una forza lavoro di 17.000 uomini produceva mezzo milione di tonnellate di ardesia. Un'aspra disputa industriale alla Cava di Penrhyn, tra il 1900 e il 1903, segnò l'inizio del suo declino e la prima guerra mondiale vide una forte riduzione del numero di uomini impiegati nell'industria. La Grande depressione e la seconda guerra mondiale portarono alla chiusura di molte cave più piccole e la concorrenza di altri materiali di copertura, in particolare tegole, portò alla chiusura della maggior parte delle cave più grandi negli anni 1960 e 1970. La produzione di ardesia continua ancora ai nostri giorni ma su scala molto ridotta.

## Inizi

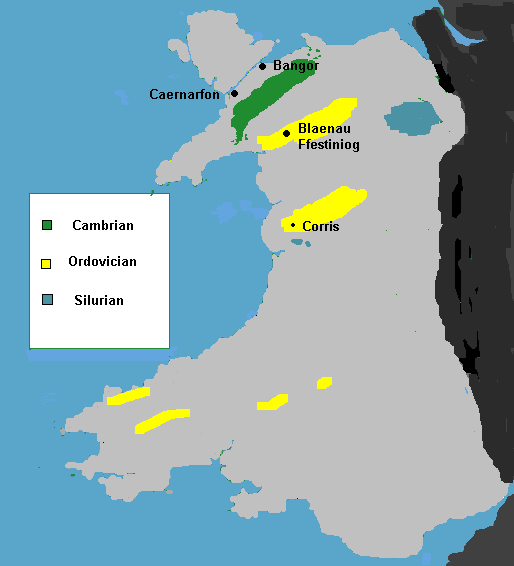
I depositi di ardesia più importanti in Galles sono quelli del Cambriano a sud di Bangor e Caernarfon e dell'Ordoviciano intorno a Blaenau Ffestiniog.

I depositi di ardesia del Galles appartengono a tre serie geologiche: Cambriano, Ordoviciano e Siluriano. I depositi del Cambriano corrono a sud-ovest da Conwy fino al vicino Criccieth; questi depositi sono nelle cave di Penrhyn e Dinorwig e nella valle di Nantlle. Ci sono affioramenti più piccoli altrove, ad esempio ad Anglesey. I depositi dell'Ordoviciano corrono a sud-ovest da Betws-y-Coed a Porthmadog; questi erano i depositi estratti a Blaenau Ffestiniog. C'è un'altra fascia di ardesia dell'Ordoviciano più a sud, che va da Llangynnog ad Aberdyfi, estratta principalmente nell'area di Corris, con alcuni affioramenti nel Galles sudoccidentale, in particolare nel Pembrokeshire. I depositi siluriani sono principalmente più a est nella valle di Dee e intorno a Machynlleth.
Le virtù dell'ardesia come materiale da costruzione e da copertura sono state riconosciute fin dall'epoca romana. Il forte romano di Segontium, Caernarfon, era originariamente coperto con tegole, ma i livelli successivi contengono numerose lastre di ardesia, utilizzate sia per il tetto che per la pavimentazione. I depositi più vicini sono a circa 8,0 km di distanza nell'area di Cilgwyn, indicando che non veniva utilizzata semplicemente perché disponibile in loco. Durante il periodo medievale, c'era una piccola estrazione di ardesia in diverse aree. La cava di Cilgwyn, nella valle di Nantlle, risale al XII secolo e si pensa sia la più antica del Galles. La prima fonte che documenta l'estrazione di ardesia nelle vicinanze della successiva Cava Penrhyn risale al 1413, quando un registro degli affitti di Gwilym ap Griffith riporta che molti dei suoi inquilini erano pagati 10 pence ciascuno per aver lavorato 5.000 lastre di ardesia. La cava di ardesia di Aberllefenni potrebbe aver iniziato a funzionare come miniera di ardesia già nel XIV secolo. La prima data confermata di funzionamento risale all'inizio del XVI secolo, quando la casa locale Plas Aberllefenni fu coperta con ardesie provenienti da questa cava.
I problemi di trasporto limitavano l'utilizzo dell'ardesia a luoghi abbastanza vicini alle cave, anche se c'era qualche trasporto via mare. Una poesia del poeta del XV secolo, Guto'r Glyn, chiede al decano di Bangor di inviargli un carico di ardesie da Aberogwen, vicino a Bangor, a Rhuddlan per coprire una casa a Henllan, vicino a Denbigh. Il relitto di una nave di legno che trasportava ardesie finite è stato scoperto nello stretto di Menai e si pensa che risalga al XVI secolo. Nella seconda metà del XVI secolo, c'era un piccolo commercio di esportazione di ardesia in Irlanda da porti come Beaumaris e Caernarfon. Le esportazioni di ardesia dalla tenuta di Penrhyn risultano registrate dal 1713 quando 14 spedizioni, per un totale di 415.000 lastre di ardesia, furono inviate a Dublino. Le lastre venivano trasportate ai porti da cavalli da soma e poi da carri. Questo lavoro a volte veniva fatto dalle donne, l'unico coinvolgimento femminile in quella che altrimenti sarebbe stata un'industria esclusivamente maschile.
Fino alla fine del XVIII secolo l'ardesia veniva estratta, da molti piccoli pozzi, da parte di piccole società di uomini locali, che non possedevano il capitale per espandersi ulteriormente. I cavatori di solito dovevano pagare un affitto o una royalty al proprietario, mentre i cavatori di Cilgwyn non lo facevano. Una lettera dell'agente della tenuta Penrhyn, John Paynter, nel 1738, lamenta che la concorrenza di Cilgwyn stava influenzando le vendite delle lastre di Penrhyn. Le lastre di Cilgwyn potevano essere estratte a un prezzo più basso e vendute a un prezzo più alto. Penrhyn introdusse grandi dimensioni di ardesia, tra il 1730 e il 1740, e diede a queste dimensioni i nomi che divennero standard. Questi andavano da "Duchesse", la più grande di 610 mm per 300, passando per "Contesse", "Donne" e "Doppie" fino alle più piccole "Singole".

## Crescita (1760-1830)

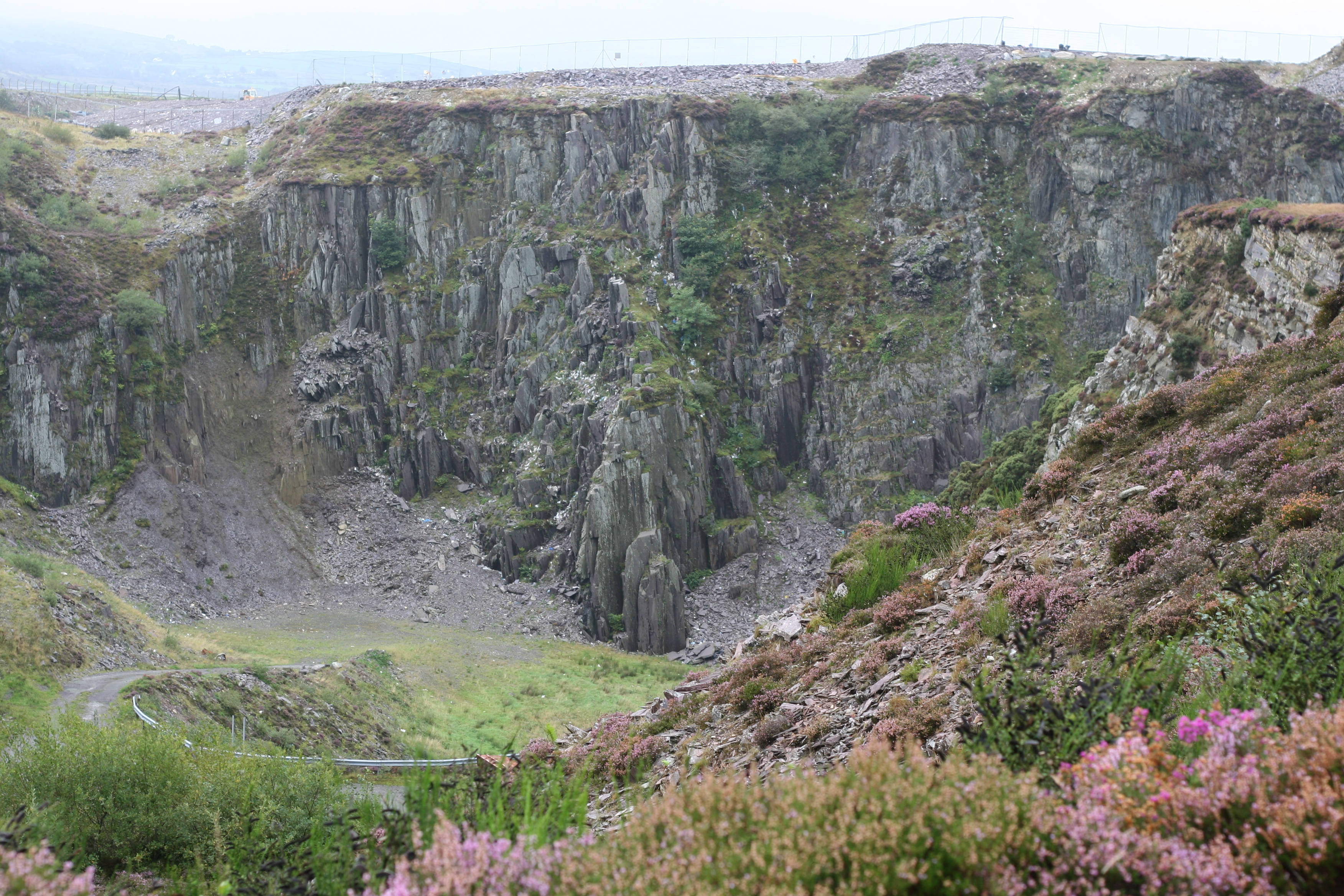
La cava Cilgwyn, la più antica del Galles, fu uno dei più importanti produttori di ardesia nel XVIII secolo. Si trovava sulla Terra della corona e i cavatori non dovevano pagare una royalty a un proprietario terriero fino al 1745.

Methusalem Jones, in precedenza un cavatore a Cilgwyn, iniziò a lavorare nella cava Diffwys a Blaenau Ffestiniog nel 1760, che divenne la prima grande cava della zona. I grandi proprietari terrieri inizialmente si accontentavano di "prender nota", consentendo di estrarre ardesie nelle loro terre per un affitto annuo di pochi scellini e una royalty sulle ardesie prodotte. Il primo proprietario terriero a rilevare la lavorazione dell'ardesia sulla sua terra fu il proprietario della tenuta di Penrhyn, Richard Pennant, in seguito barone Penrhyn. Nel 1782, gli uomini che lavoravano nelle cave della tenuta furono espulsi e Pennant nominò James Greenfield come agente. Lo stesso anno, Lord Penrhyn aprì una nuova cava a Caebraichycafn vicino a Bethesda, che come la Penrhyn sarebbe diventata la più grande cava di ardesia del mondo. Nel 1792, questa cava impiegava 500 uomini e produceva 15.000 tonnellate di ardesia all'anno. A Dinorwig, nel 1787, subentrò un'unica grande società e nel 1809 il proprietario terriero, Thomas Assheton Smith di Vaynol, prese in mano la gestione della cava. Le cave di Cilgwyn furono rilevate da una società nel 1800 e le lavorazioni, sparse in tutte e tre le località, furono fuse in un'unica cava. Il primo motore a vapore ad essere utilizzato nell'industria dell'ardesia fu una pompa installata nella cava di Hafodlas nella valle di Nantlle nel 1807, ma la maggior parte delle cave si affidava all'energia idroelettrica per azionare i macchinari.
Il Galles produceva ormai più della metà della produzione di ardesia del Regno Unito, 26.000 tonnellate su una produzione totale di 45.000  nel 1793. Nel luglio 1794, il governo impose una tassa del 20% su tutta l'ardesia trasportata lungo la costa, il che metteva i produttori gallesi in una posizione di svantaggio rispetto a quelli dell'entroterra che potevano utilizzare la rete di canali per distribuire il loro prodotto. Poiché non vi era alcuna tassa sulle lastre inviate all'estero, le esportazioni negli Stati Uniti aumentarono gradualmente. La Cava Penrhyn continuò a crescere e, nel 1799, Greenfield introdusse il sistema delle "gallerie", enormi spiazzi da 9  a 21 metri di profondità. Nel 1798, Lord Penrhyn costruì la Llandegai Tramway, trainata da cavalli, per trasportare ardesie da Penrhyn, e nel 1801 questa fu sostituita dalla Penrhyn Quarry Railway, una delle prime linee ferroviarie a scartamento ridotto. Le lastre venivano trasportate via mare da Port Penrhyn, che era stato costruito negli anni 1790. La ferrovia di Padarn fu aperta nel 1824 come tramvia per la cava di Dinorwig e convertita in ferrovia nel 1843. Andava da Gilfach Ddu vicino a Llanberis a Port Dinorwic a Y Felinheli. La ferrovia di Nantlle venne costruita nel 1828 ed era operata utilizzando la potenza dei cavalli per trasportare l'ardesia da diverse cave nella valle di Nantlle al porto di Caernarfon.

## Picco di produzione (1831-1878)

### Espansione a Blaenau Ffestiniog

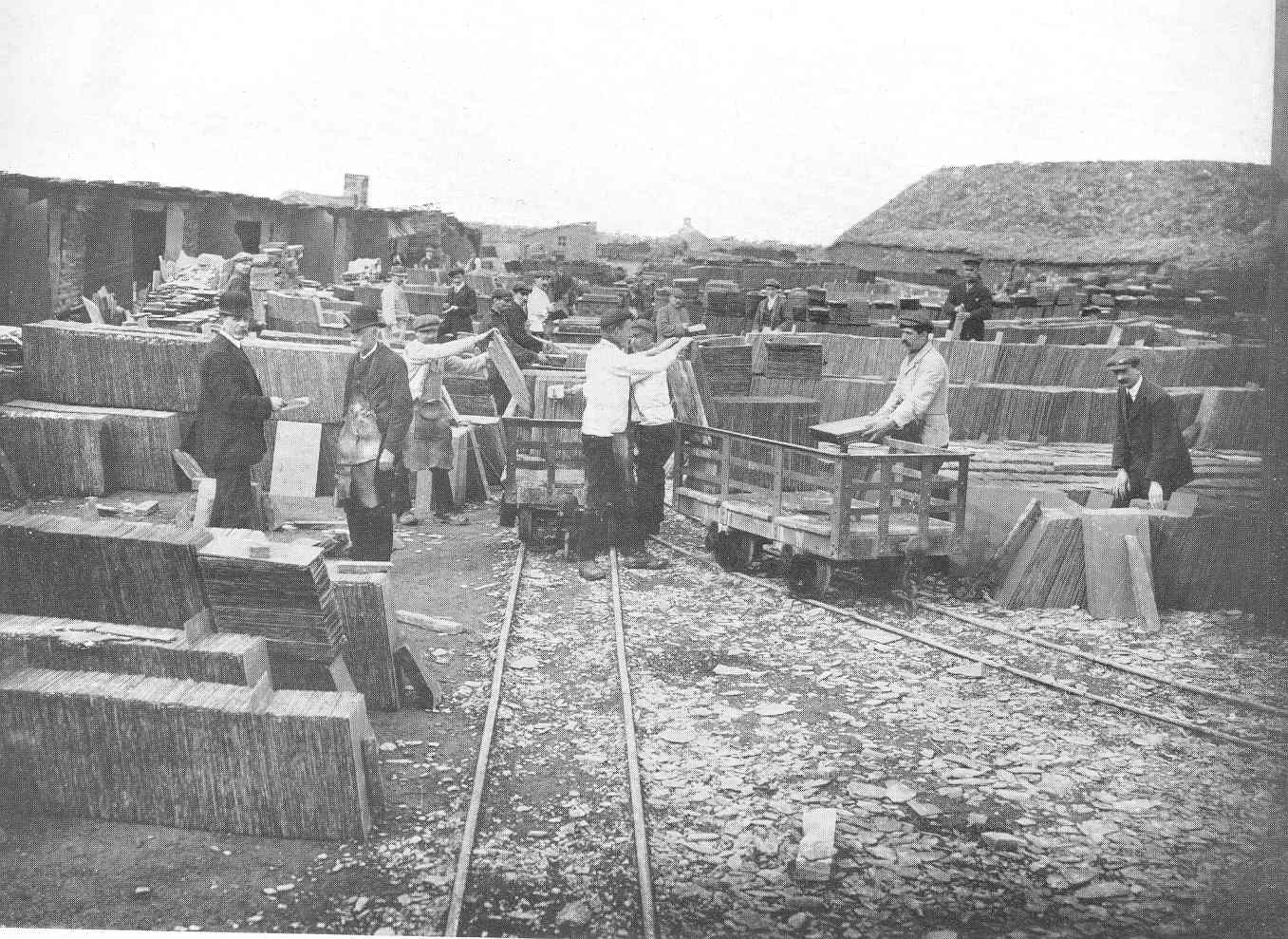
Le cave che avevano un proprio collegamento ferroviario con un porto avevano un grande vantaggio. Qui le ardesie finite venivano caricate in vagoni alla Cava di Penrhyn c. 1913.

Nel 1831 fu abolito il dazio sull'ardesia, e ciò contribuì a produrre una rapida espansione nell'industria, tanto più che il dazio sulle piastrelle non fu abolito fino al 1833. La linea ferroviaria Ffestiniog fu costruita tra il 1833 e il 1836 per trasportare l'ardesia da Blaenau Ffestiniog alla città costiera di Porthmadog, dove veniva caricata sulle navi. La ferrovia venne costruita in modo tale che i carri carichi di ardesia potessero essere guidati per gravità in discesa da Blaenau Ffestiniog al porto. I carri vuoti venivano trainati da cavalli, che viaggiavano in carri "dandy". Ciò aiutò l'espansione delle cave di Blaenau Ffestiniog, che in precedenza dovevano trasportare l'ardesia a Maentwrog per essere caricata su piccole imbarcazioni e portata lungo il fiume Dwyryd fino all'estuario, dove veniva trasferita su navi più grandi. Ci fu un'ulteriore espansione a Blaenau quando John Whitehead Greaves, che gestiva la cava di Votty dal 1833, prese in affitto il terreno tra questa cava e la strada principale da Ffestiniog a Betws-y-Coed. Dopo anni di scavi riuscì a trovare la famosa Old Vein nel 1846 in quella che divenne la cava di Llechwedd. Il Grande incendio di Amburgo, nel 1842, portò alla richiesta di ardesia per la ricostruzione e la Germania divenne un mercato importante, in particolare per l'ardesia di Ffestiniog.

### Meccanizzazione e aumento della produzione
Nel 1843, la Padarn Railway divenne la prima ferrovia da cava ad utilizzare locomotive a vapore e il trasporto di ardesia in treno piuttosto che su nave fu reso più facile quando la London and North Western Railway costruì rami per collegare Port Penrhyn e Port Dinorwic alla linea principale nel 1852. La ferrovia di Corris venne aperta come Corris, Machynlleth & River Dovey Tramroad nel 1859, collegando le cave di ardesia intorno a Corris e Aberllefenni con i moli sull'estuario del fiume Dyfi. La ferrovia di Ffestiniog fu convertita a vapore nel 1863 e la ferrovia di Talyllyn fu aperta nel 1866 per servire la cava di Bryn Eglwys sopra il villaggio di Abergynolwyn. Bryn Eglwys crebbe fino a diventare una delle più grandi cave del Galles centrale, impiegando 300 uomini e realizzando il 30% della produzione totale del distretto di Corris. La Cardigan Railway fu aperta nel 1873, in parte per trasportare l'ardesia, e permise alla cava di Glogue, nel Pembrokeshire, di crescere fino a impiegare 80 uomini.

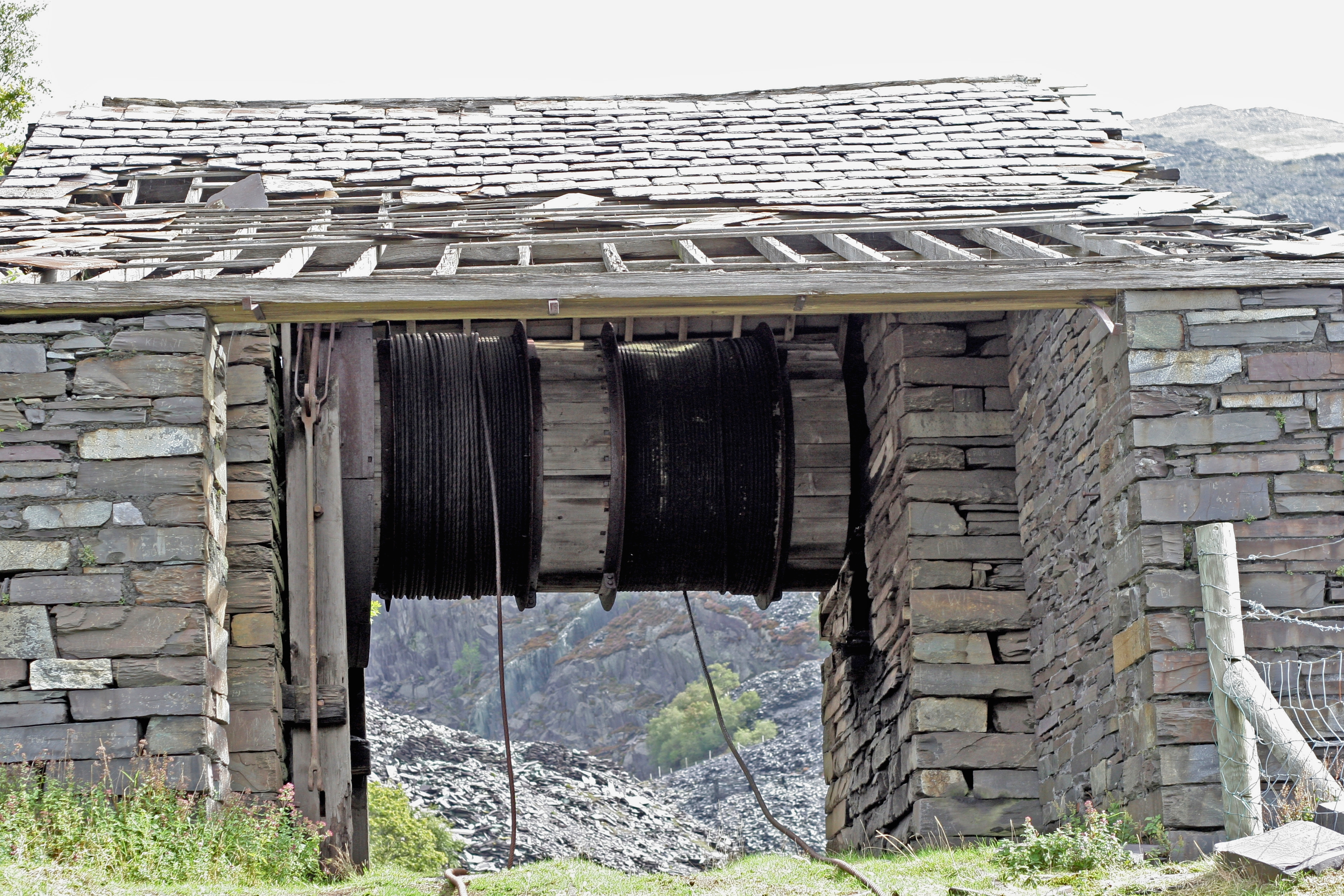
Il tamburo in cima a un pendio ospitava il meccanismo di avvolgimento utilizzato per far scendere i carri carichi di ardesia lungo il pendio. Il peso dei carri carichi faceva risalire quelli vuoti. Questa drumhouse è nella cava Dinorwig

Venne gradualmente introdotta la meccanizzazione per rendere più efficienti la maggior parte degli aspetti dell'industria, in particolare a Blaenau Ffestiniog, dove l'ardesia dell'Ordoviciano era meno fragile di quella del Cambriano più a nord, e quindi più facile da lavorare con le macchine. La produzione dell'ardesia si evolvette tra il 1840 e il 1860, alimentata da un albero a linea singola che correva lungo l'edificio e riuniva operazioni come la segatura, la piallatura e la ravvivatura. Nel 1859, John Whitehead Greaves inventò il tavolo da taglio Greaves per produrre blocchi per la tagliarice, poi nel 1856 introdusse una macchina rotativa per pulire l'ardesia tagliata. La spaccatura dei blocchi, per produrre tegole in ardesia, si dimostrò resistente alla meccanizzazione, e continuò ad essere eseguita con mazzuolo e scalpello. Un'ulteriore fonte di reddito, dal 1860, era la produzione di "lastre", pezzi di ardesia più spessi che venivano piallati e utilizzati per molti scopi, ad esempio pavimenti, lapidi e tavoli da biliardo.
Le cave più grandi erano altamente redditizie. Il Mining Journal stimò, nel 1859, che le cave di Penrhyn producessero un utile netto annuo di 100.000 sterline e la cava di Dinorwig di 70.000 sterline. Dal 1860 in poi i prezzi dell'ardesia crebbero costantemente. Le cave si espansero e la popolazione dei distretti estrattivi aumentò; ad esempio la popolazione della parrocchia di Ffestiniog aumentò da 732 persone nel 1801 a 11.274 nel 1881. La produzione totale del Galles raggiunse le 350.000 tonnellate all'anno entro la fine del 1860. Di questo totale, oltre 100.000  provenivano dall'area di Bethesda, principalmente dalla Cava di Penrhyn. Blaenau Ffestiniog produceva quasi altrettanto, e la cava Dinorwig da sola produceva 80.000 tonnellate all'anno. Le cave della valle di Nantlle producevano 40.000 tonnellate, mentre il resto del Galles, al di fuori di queste aree, realizzava solo circa 20.000 tonnellate all'anno. Alla fine degli anni 1870, il Galles produceva 450.000 tonnellate di ardesia all'anno, rispetto a poco più di 50.000  del resto del Regno Unito, che allora includeva anche l'Irlanda. Nel 1882, il 92% della produzione del Regno Unito proveniva dal Galles, con le cave di Penrhyn e Dinorwig che ne producevano la metà. Alun Richards commentava l'importanza dell'industria dell'ardesia:
(Alun Richards)
La prosperità dell'industria dell'ardesia portò alla crescita di una serie di altre industrie associate. La costruzione navale aumentò in un certo numero di località costiere, in particolare a Porthmadog, dove furono costruite 201 navi tra il 1836 e il 1880. Furono create società di ingegneria per rifornire le cave, in particolare De Winton a Caernarfon. Nel 1870 De Winton costruì e attrezzò un'intera officina per la cava Dinorwig, con macchinari azionati da alberi sospesi che a loro volta erano azionati dalla più grande ruota idraulica del Regno Unito, di oltre 15 metri di diametro.

### Lavoratori
Nelle cave c'erano diverse categorie di lavoratori. I cavatori veri e propri, che costituivano poco più del 50% della forza lavoro, lavoravano l'ardesia in società di tre, quattro, sei o otto, note come "bande di affari". Una banda di quattro uomini consisteva tipicamente di due "rockmen" (scavatori) che facevano esplodere la roccia per produrre blocchi, uno spaccatore, che divideva i blocchi con martello e scalpello, e un rifinitore. Un rybelwr di solito era un ragazzo che imparava il suo mestiere e che vagava per le gallerie offrendo assistenza alle bande. A volte una banda gli dava un pezzo di ardesia da dividere. Altri gruppi erano i "cattivi rocciatori" che di solito lavoravano in squadre di tre, rimuovendo la roccia impraticabile dalla parete, e gli "uomini della spazzatura" che ripulivano la roccia di scarto dalle gallerie e costruivano le montagne di rifiuti che circondavano la cava. Una tonnellata di ardesia vendibile poteva produrre fino a 30 tonnellate di rifiuti.

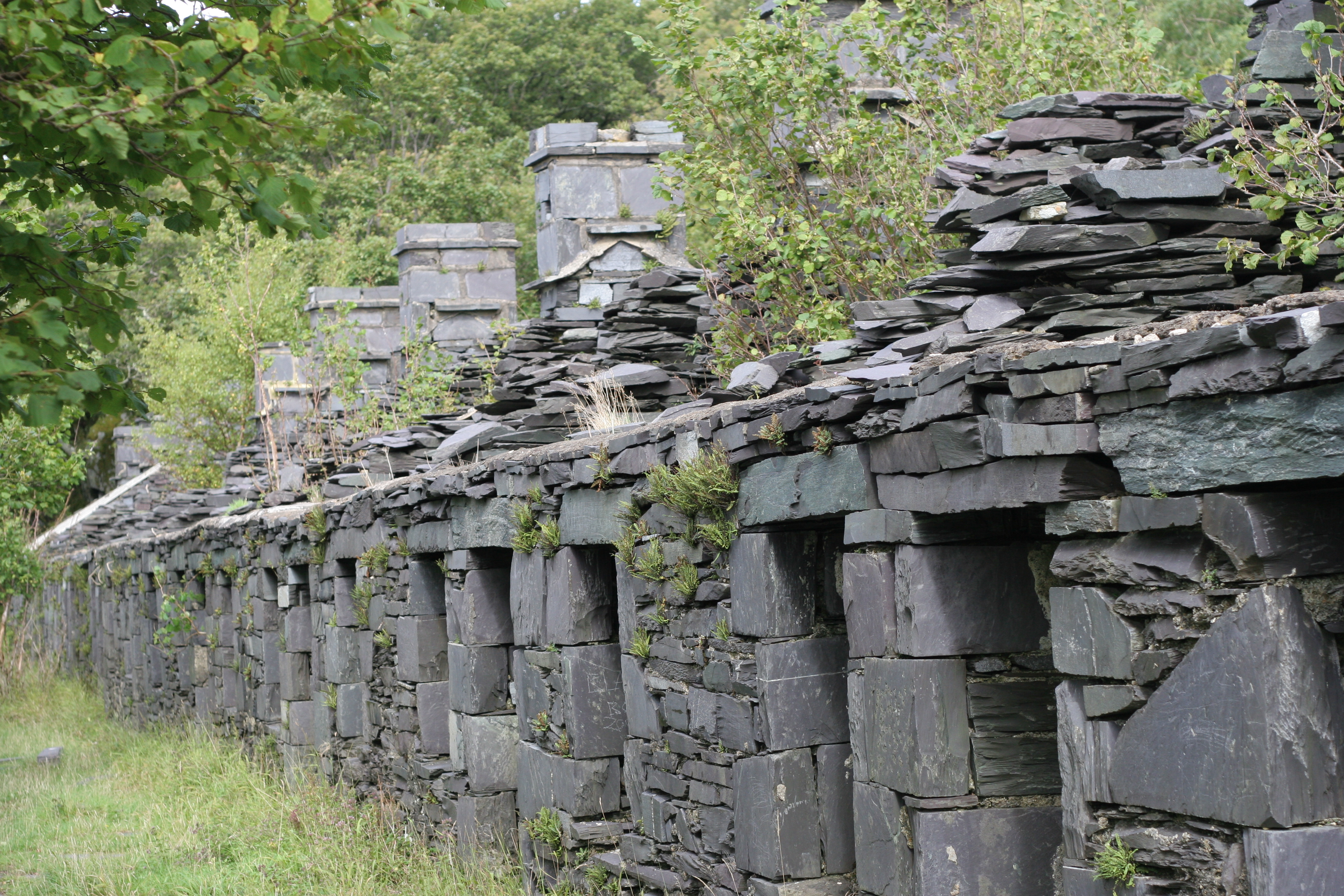
Nella cava Dinorwig, i lavoratori di Anglesey venivano alloggiati nelle caserme durante la settimana. Lunedì mattina si alzavano alle 3 per andare a piedi al traghetto e tornavano a casa il sabato pomeriggio.

I pessimi rocciatori e netturbini venivano solitamente pagati con le tonnellate di materiale asportato, ma i cavatori venivano pagati secondo un sistema più complicato. Parte del compenso era determinato dal numero di lastre prodotte dalla banda, ma questo poteva variare molto a seconda della natura della roccia nella sezione loro assegnata. Gli uomini sarebbero quindi stati pagati una somma extra di "libbraggio" per libbra di ardesia prodotta. "Occasioni" venivano presentate dal commissario di impostazione, che avrebbe concordato un prezzo per una certa area di roccia. Se la roccia assegnata a una banda era povera, sarebbero stati pagati per un peso maggiore, mentre una buona roccia significava un peso inferiore. Il primo lunedì di ogni mese era il "giorno dell'affitto degli affari" quando questi accordi venivano presi tra uomini e direzione. Gli uomini dovevano pagare funi e catene, attrezzi e servizi come l'affilatura e la riparazione. Gli abbonamenti (anticipi) venivano pagati ogni settimana, tutto veniva regolato nel "giorno della grande paga". Se le condizioni non fossero state buone, gli uomini avrebbero potuto finire con il dover pagare i soldi alla direzione. Questo sistema fu definitivamente abolito solo dopo la seconda guerra mondiale.
A causa di questo accordo, gli uomini tendevano a considerarsi appaltatori indipendenti piuttosto che dipendenti retribuiti, e i sindacati erano lenti a svilupparsi. Tuttavia, ci furono lamentele, inclusa l'ingiustizia nella definizione di accordi e controversie sui giorni di riposo. La North Wales Quarrymen's Union (NWQMU) fu costituita nel 1874 e nello stesso anno ci furono dispute a Dinorwig e poi a Penrhyn. Entrambe queste controversie si conclusero con la vittoria dei lavoratori e nel maggio 1878 il sindacato contava 8.368 iscritti. Uno dei fondatori del sindacato, Morgan Richards, descrisse nel 1876 le condizioni in cui aveva iniziato a lavorare nelle cave quarant'anni prima:
(Morgan Richards)

## Disordini industriali e declino (1879-1938)

### Controversie di lavoro

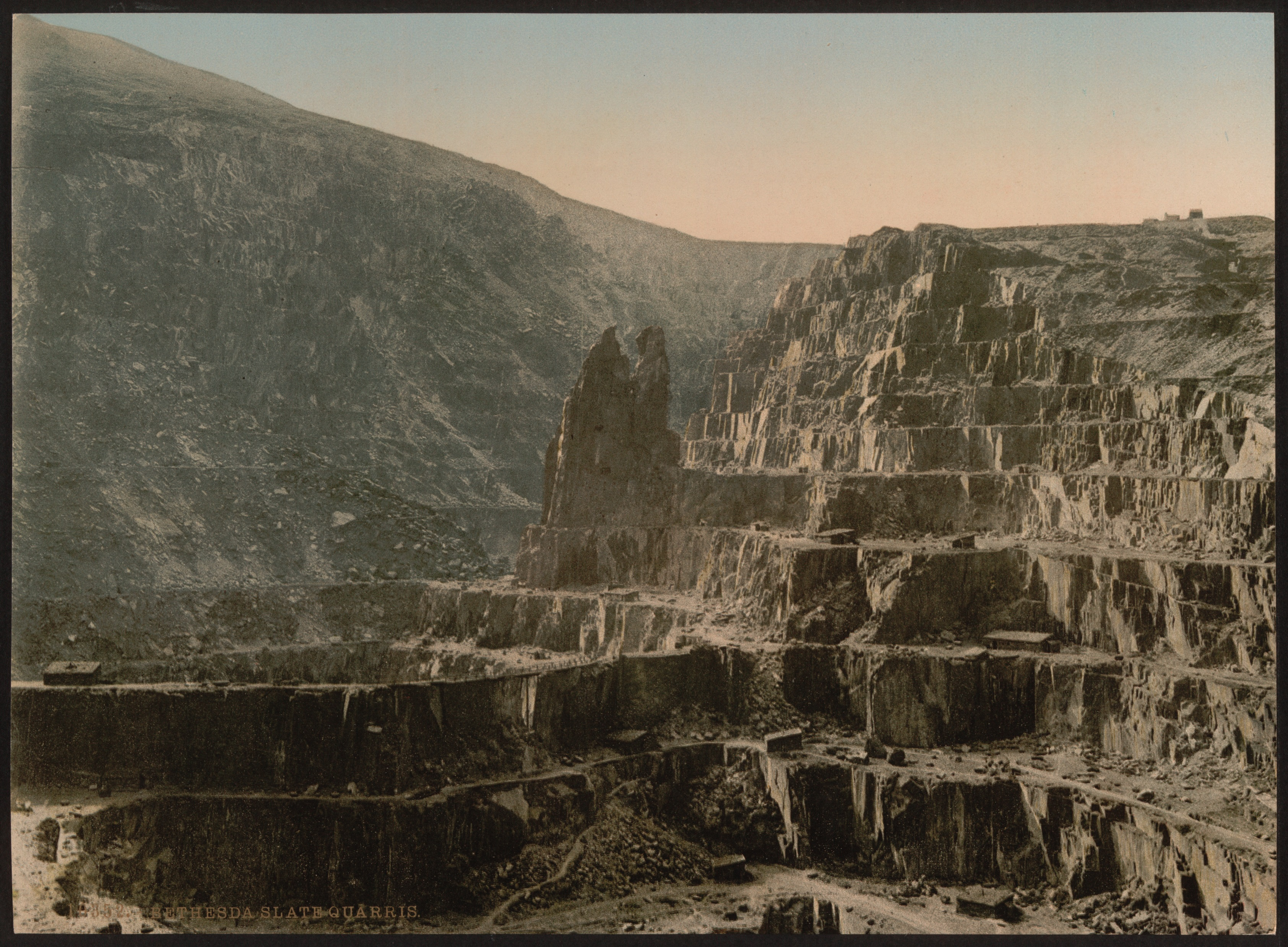
La cava di ardesia di Penrhyn, intorno al 1900, era una delle due più grandi cave del Galles. Insieme alla cava Dinorwig, di solito produceva tante ardesie quante altre cave del Galles messe insieme.

Nel 1879 terminò un ventennio di crescita, pressoché ininterrotta, e l'industria dell'ardesia fu colpita da una recessione che durò fino agli anni Novanta dell'Ottocento. La direzione rispose inasprendo le regole e rendendo più difficile per gli uomini prendersi delle ferie. I rapporti di lavoro vennero aggravati dalle differenze di lingua, religione e politica tra le due parti. I proprietari e gli alti dirigenti, nella maggior parte delle cave, erano anglicani, e conservatori, mentre i cavatori erano di lingua gallese e principalmente anticonformisti protestanti e liberali. Le trattative tra le due parti di solito prevedevano l'uso di interpreti. Nell'ottobre 1885 ci fu una disputa a Dinorwig, sulla riduzione delle vacanze, che portò a una serrata che durò fino al febbraio 1886. Nel 1885, alla cava Penrhyn, George Sholto Gordon Douglas-Pennant prese il posto di suo padre Edward Gordon Douglas-Pennant, e nel 1886 nominò EA Young come capo manager. Venne introdotto un regime di gestione più rigoroso e le relazioni con la forza lavoro si deteriorarono. Ciò culminò nella sospensione di 57 membri del comitato sindacale e di altri 17 uomini, nel settembre 1896, portando a uno sciopero che durò undici mesi. Gli uomini furono infine obbligati a tornare al lavoro, essenzialmente alle condizioni della direzione, nell'agosto 1897. Questo sciopero divenne noto come "The Penrhyn Lockout".

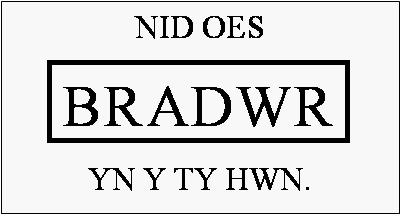
"Non c'è traditore in questa casa". Queste insegne vennero affisse alle finestre delle case nella zona di Betesda durante la disputa del 1900-1903.

Ci fu una ripresa del commercio nel 1892, che portò un altro periodo di crescita nel settore. Questa crescita si verificò principalmente a Blaenau Ffestiniog e nella valle di Nantlle, dove la forza lavoro a Penyrorsedd raggiunse le 450 persone. La produzione di ardesia in Galles raggiunse il picco di oltre mezzo milione di tonnellate nel 1898, con 17.000 uomini impiegati nell'industria. Una seconda serrata o sciopero alla Cava di Penrhyn iniziò il 22 novembre 1900 e durò tre anni. Le cause del contenzioso erano complesse, ma comprendevano l'estensione di un sistema di appalto di parti della cava. I cavatori, invece di organizzare i propri affari, si sarebbero ritrovati a lavorare per un appaltatore. I fondi del sindacato per lo sciopero erano inadeguati e tra i 2.800 lavoratori ci furono molte difficoltà. Lord Penrhyn riaprì la cava nel giugno 1901 e circa 500 uomini tornarono al lavoro, vendendo tacciati di essere "traditori" dal resto dei compagni. Alla fine i lavoratori furono costretti a tornare al lavoro, nel novembre 1903, alle condizioni stabilite da Lord Penrhyn. Molti degli uomini considerati di spicco nel sindacato non vennero riassunti e molti di coloro che avevano lasciato la zona per cercare lavoro altrove non tornarono. La disputa lasciò una duratura eredità di amarezza nella zona di Betesda.

### Calo della produzione
La perdita di produzione a Penrhyn portò a una temporanea carenza di lastre e mantenne i prezzi elevati, ma parte del deficit venne compensato dalle importazioni. Le esportazioni francesi di ardesia nel Regno Unito aumentarono da 40.000 tonnellate nel 1898 a 105.000 nel 1902. Dopo il 1903 ci fu una depressione nell'industria dell'ardesia che portò a riduzioni degli stipendi e alla perdita di posti di lavoro. Le nuove tecniche nella produzione delle piastrelle ridussero i costi, rendendole più competitive. Inoltre, diversi paesi avevano imposto dazi sull'importazione di ardesia britannica, mentre un crollo nell'edilizia aveva ridotto la domanda interna; infine i produttori francesi di ardesia avevano aumentato le loro esportazioni nel Regno Unito. Tutto ciò portò a un prolungato calo della domanda di ardesia gallese. Otto cave di Ffestiniog chiusero tra il 1908 e il 1913 e l'Oakley licenziò 350 uomini nel 1909. R. Merfyn Jones commentava:
(R. Merfyn Jones)

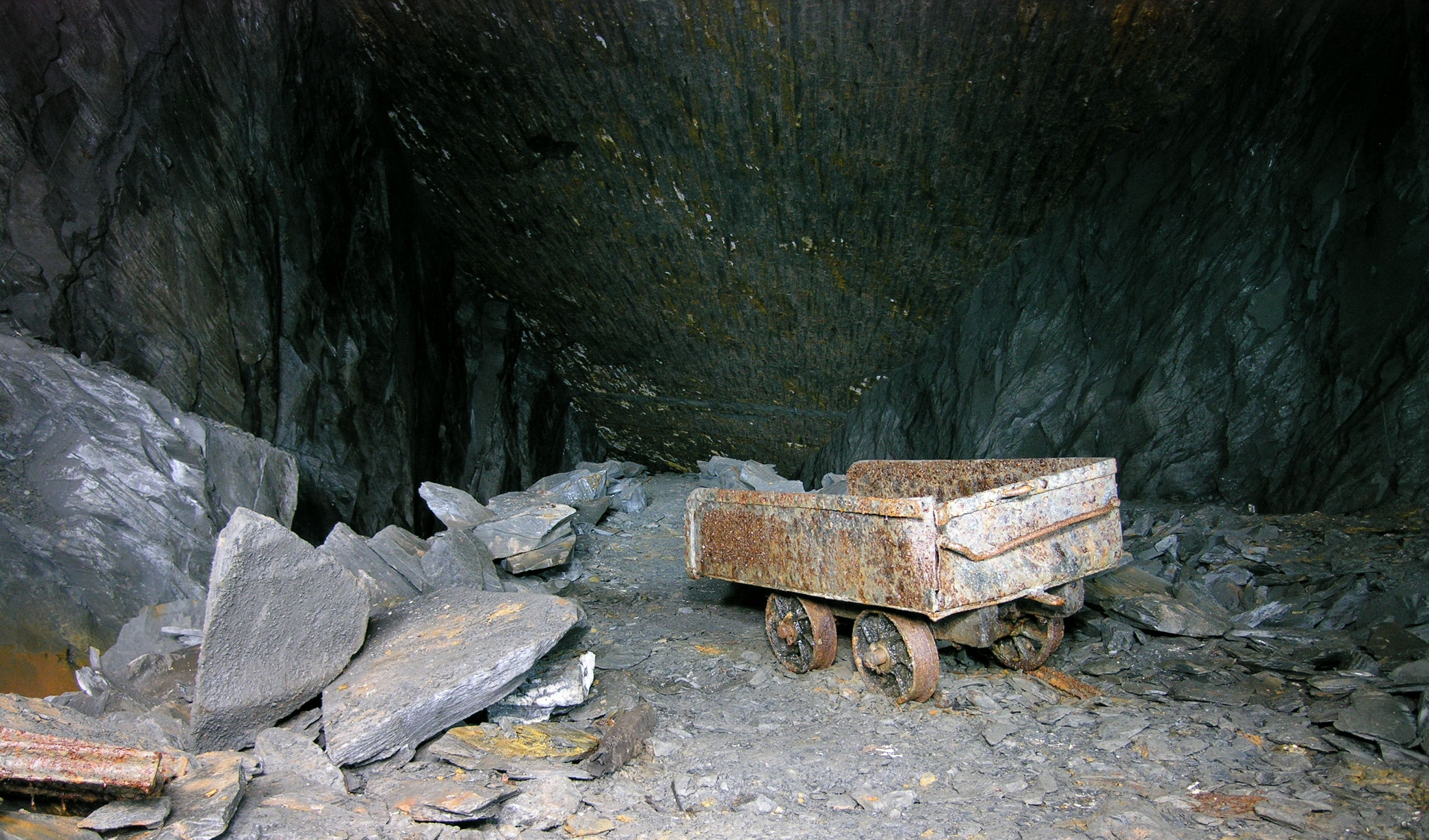
Un carrello, un tempo utilizzato per il deposito di rifiuti, abbandonato in una miniera di ardesia vicino a Llangollen dopo la chiusura. I rifiuti venivano spesso scaricati in camere che non erano più in uso riducendo così la quantità che doveva essere trasportata in superficie.

La prima guerra mondiale colpì duramente l'industria dell'ardesia, in particolare a Blaenau Ffestiniog, dove le esportazioni verso la Germania erano state un'importante fonte di reddito. Cilgwyn, la cava più antica del Galles, venne chiusa nel 1914, ma in seguito fu riaperta. Nel 1917, l'estrazione dell'ardesia fu dichiarata un'industria non essenziale e alcune cave furono chiuse per il resto della guerra. La richiesta di nuove case, dopo la fine della guerra, riportò una certa prosperità; nel 1927, nelle miniere di ardesia di Blaenau Ffestiniog, la produzione era tornata quasi ai livelli del 1913, ma nelle cave la produzione era ancora ben al di sotto del livello prebellico. La Grande depressione degli anni 1930 portò a tagli alla produzione, con le esportazioni particolarmente colpite.
Dall'inizio del XX secolo le cave e le miniere fecero un uso crescente della meccanizzazione, con l'elettricità che sostituì il vapore e l'acqua come fonte di energia. La cava di Llechwedd introdusse la sua prima centrale elettrica nel 1891 e nel 1906 fu aperta una centrale idroelettrica a Cwm Dyli, sulle pendici inferiori di Snowdon, che forniva elettricità alle più grandi cave della zona. L'uso di seghe elettriche e altri macchinari ridusse il duro lavoro manuale necessario per l'estrazione dell'ardesia, ma produceva molta più polvere rispetto ai vecchi metodi manuali, portando ad una maggiore incidenza di silicosi. Il lavoro era pericoloso anche sotto altri aspetti, con le operazioni di detonazione responsabili di molte morti. Un'inchiesta del governo, nel 1893, rilevò che il tasso di mortalità dei lavoratori scavatori nelle miniere di ardesia era del 3,23 per mille, superiore al tasso dei minatori di carbone.

## Fine della produzione su larga scala (1939-2005)

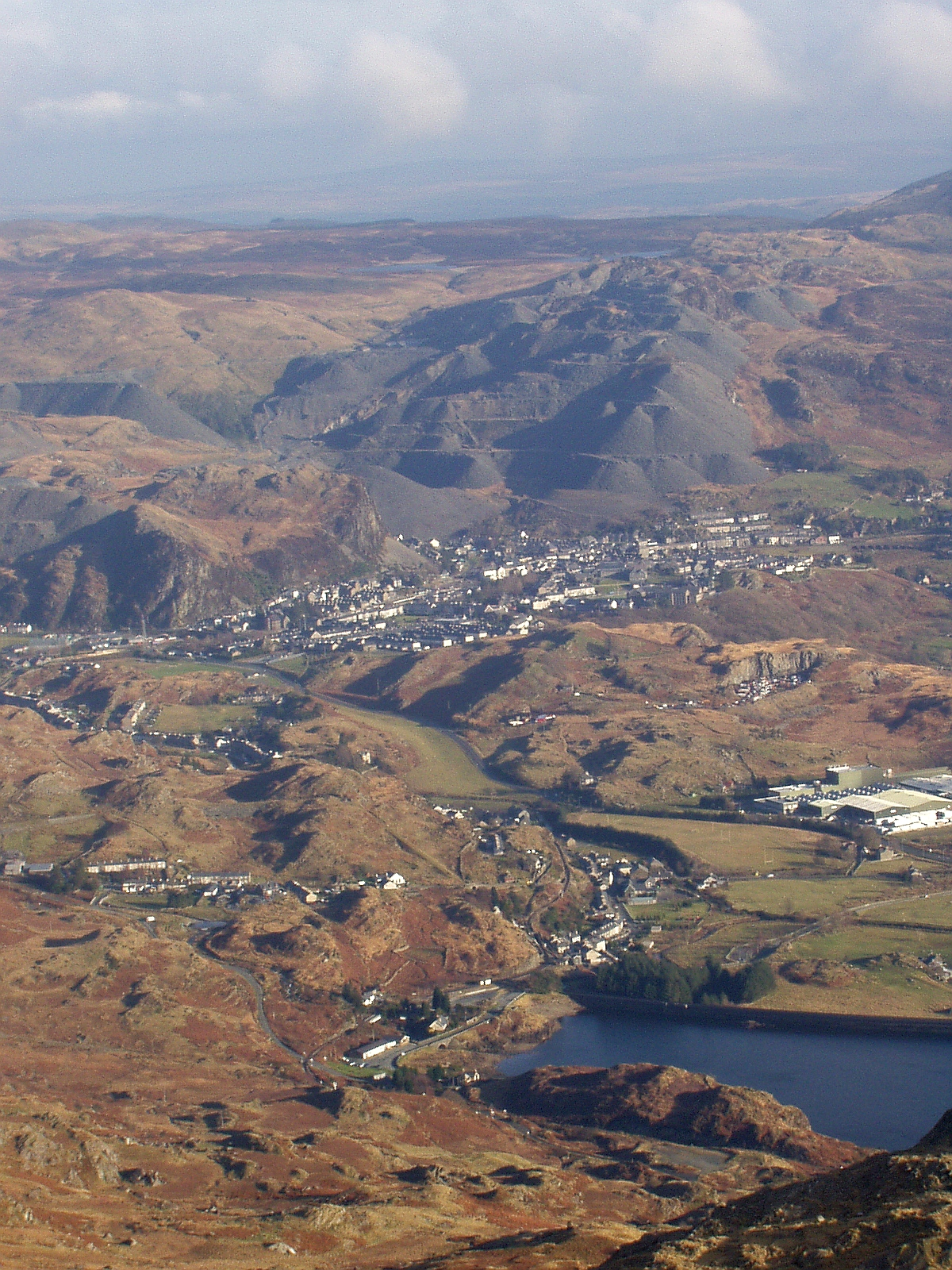
Blaenau Ffestiniog, visto qui da Moelwyn Bach, è dominato dai grandi cumuli di rifiuti che circondano la città.

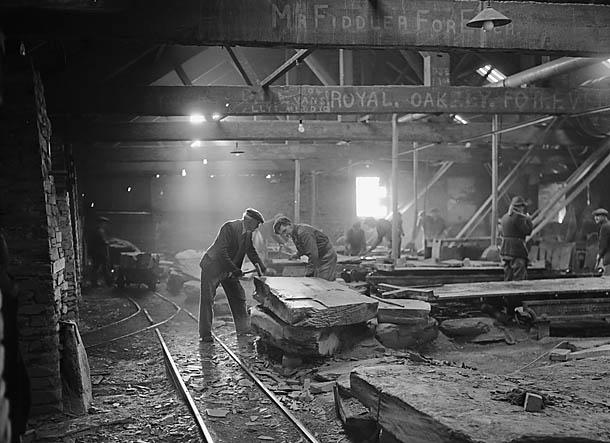
Cava di Foty, Blaenau Ffestiniog, 1950

Lo scoppio della seconda guerra mondiale, nel 1939, portò a un forte calo del commercio. Parte della cava Manod, a Blaenau Ffestiniog, venne utilizzata per conservare i tesori d'arte della National Gallery e della Tate Gallery. Il numero di uomini impiegati nell'industria dell'ardesia, nel Galles del Nord, era sceso da 7.589 nel 1939 a 3.520 alla fine della guerra. Nel 1945, la produzione totale era di sole 70.000 tonnellate all'anno, e meno di 20 cave erano ancora aperte rispetto alle 40 di prima della guerra. La valle di Nantlle era stata particolarmente colpita, con solo 350 lavoratori impiegati nell'intero distretto, rispetto ai 1.000 del 1937. La domanda di ardesia stava diminuendo poiché le tegole erano sempre più utilizzate per le coperture e le importazioni da paesi come Portogallo, Francia e Italia erano in aumento. Ci fu un certo aumento della domanda di ardesia per riparare gli edifici bombardati dopo la fine della guerra, ma l'uso dell'ardesia per i nuovi edifici venne vietato, a parte per le lastre di dimensioni più piccole. Questo divieto venne revocato nel 1949.
La produzione totale di ardesia in Galles diminuì da 54.000 tonnellate nel 1958 a 22.000 nel 1970. La cava Diffwys, a Blaenau Ffestiniog, fu chiusa nel 1955 dopo quasi due secoli di attività. Le vicine cave di Votty e Bowydd furono chiuse nel 1963. Nel 1969, fu chiusa la cava di Dinorwic e oltre 300 cavatori persero il lavoro. L'anno successivo la cava di Dorothea, nella valle di Nantlle, e la cava di Braichgoch, vicino a Corris, annunciarono la chiusura. Oakeley a Blaenau Ffestiniog chiusero nel 1971, ma vennero successivamente riaperte da un'altra società. Nel 1972, meno di 1.000 uomini erano impiegati nell'industria dell'ardesia del Galles settentrionale. C'era poca occupazione alternativa nelle aree produttrici di ardesia e le chiusure provocarono un'elevata disoccupazione e un calo della popolazione poiché i giovani si trasferivano altrove per trovare lavoro.
Per molti anni i proprietari delle cave avevano negato che la polvere di ardesia fosse la causa degli alti livelli di silicosi subiti dai cavatori. Dal 1909, erano stati responsabili di tutti gli incidenti e le malattie causate dal lavoro, ma erano riusciti a convincere i governi successivi che la polvere di ardesia era innocua. Nel 1979, dopo una lunga lotta, il governo riconobbe la silicosi come una malattia industriale che meritava un risarcimento. Ci fu un aumento della domanda di ardesia negli anni 1980, e sebbene questo arrivò troppo tardi per molte cave, c'era ancora una certa produzione nell'area di Blaenau Ffestiniog presso le cave di Oakeley, Llechwedd e Cwt-y-Bugail, sebbene la maggior parte delle lastre per coperture in ardesia venissero prodotte alla cava Penrhyn. Venne introdotta un'ulteriore meccanizzazione, con un raggio laser computerizzato utilizzato per aiutare la segatura dei blocchi di ardesia.

## Ardesia gallese oggi

### Cave che ancora producono ardesia
La cava di Penrhyn sta ancora producendo ardesia, anche se a una capacità molto ridotta rispetto al suo periodo di massimo splendore alla fine del XIX secolo. Nel 1995 rappresentava quasi il 50% della produzione britannica. Attualmente è di proprietà e gestita da Welsh Slate Ltd (parte del gruppo Breedon). In precedenza era di proprietà del Gruppo Lagan, che possedeva e svolgeva anche alcune operazioni presso la cava Oakeley a Blaenau Ffestiniog, la cava Pen yr Orsedd nella valle di Nantlle e la cava Cwt-y-Bugail. Nel marzo 2010 la società ha annunciato la sua decisione di mettere in naftalina la cava di Oakeley a causa del cedimento del sito.
La Greaves Welsh Slate Company produce ardesie per tetti e altri prodotti in ardesia da Llechwedd, e il lavoro continua anche nella cava Berwyn vicino a Llangollen. L'ultima opera sotterranea di grandi dimensioni a chiudere è stata Maenofferen, associata alla miniera turistica di Llechwedd, nel 1999: parte di questo sito, ora amalgamato con Votty/Bowydd, è ancora in produzione per dissodamento. Il Wales Millennium Centre di Cardiff utilizza l'ardesia di scarto, in molti colori diversi, nel suo design: ardesia viola di Penrhyn, blu di Cwt-y-Bugail, verde di Nantlle, grigia di Llechwedd e nera di Corris.

### Attrazioni per i visitatori

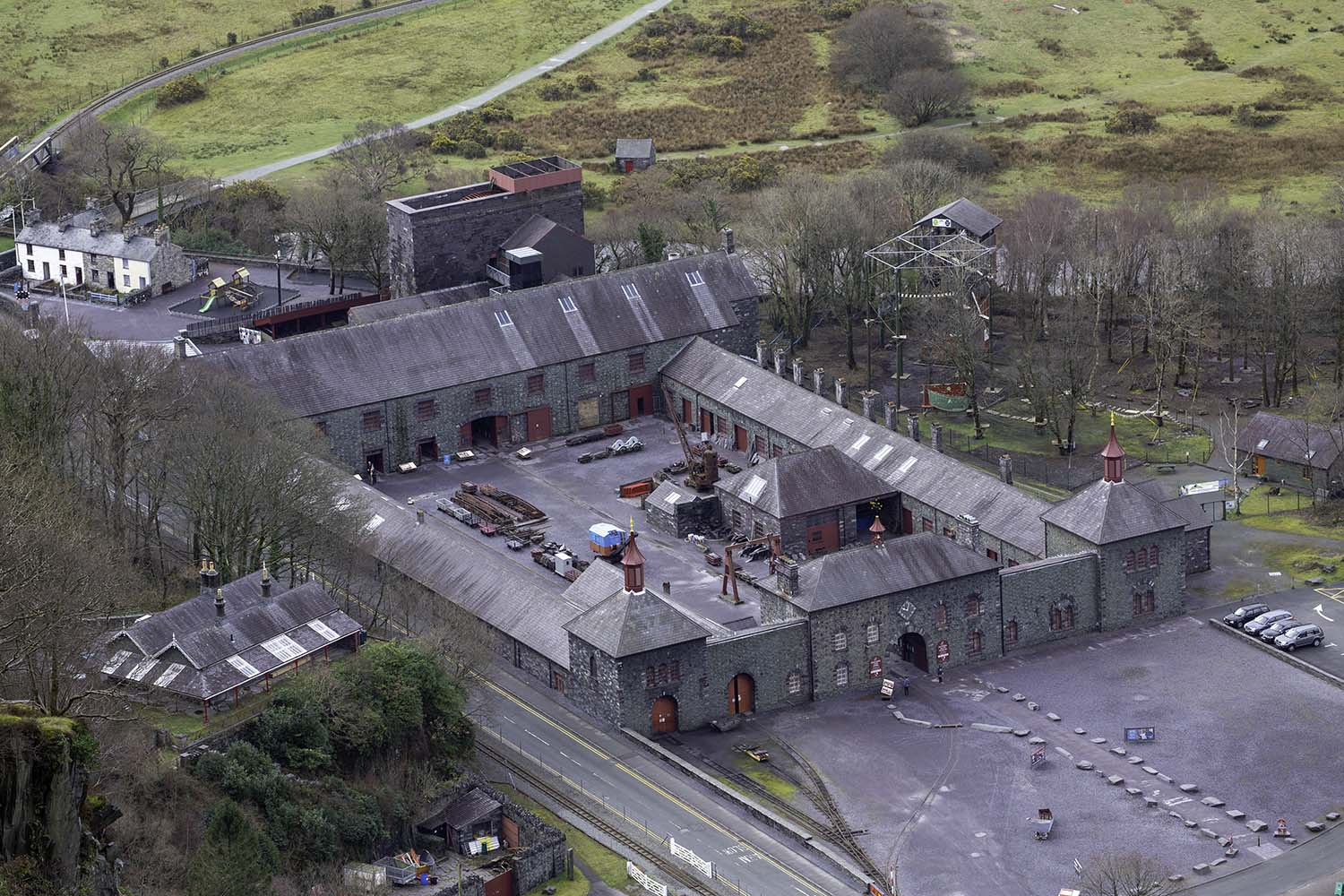
Il Museo Nazionale dell'ardesia è ospitato in alcuni degli edifici della vecchia cava di Dinorwig vicino a Llanberis.

Una parte della cava di ardesia di Dinorwig si trova ora all'interno del Padarn Country Park, e l'altra parte ospita la centrale elettrica di Dinorwig in caverne sotto le vecchie cave. Il Museo Nazionale dell'ardesia si trova in alcuni dei laboratori della cava. Il museo dispone di reperti tra cui cottage vittoriani dei lavoratori dell'ardesia che un tempo si trovavano a Tanygrisiau vicino a Blaenau Ffestiniog. Inoltre dispone di una esposizione multimediale, To Steal a Mountain, che mostra la vita e il lavoro degli uomini che estraevano l'ardesia. Il museo ha la più grande ruota idraulica funzionante nel Regno Unito, che è disponibile per la visualizzazione tramite diverse passerelle pedonali, e una pista in pendenza, restaurata precedentemente, utilizzata per trasportare i carri di ardesia in salita e in discesa.
A Blaenau Ffestiniog, le Llechwedd Slate Caverns sono state trasformate in un'attrazione per i visitatori. Questi possono viaggiare sul tram dei minatori o scendere nella miniera profonda, tramite una funicolare che utilizza un'antica pendenza, per esplorare questa ex miniera di ardesia e apprendere come veniva estratta e lavorata l'ardesia e come vivevano i minatori. Alla Deep Mine, aperta nel 1979, si accede dalla ferrovia passeggeri più ripida della Gran Bretagna, con una pendenza di 1:1,8 o 30°. Nelle camere, formate dall'estrazione dell'ardesia, suoni e luci sono usati per raccontare la storia della miniera e dell'estrazione. Le miniere di ardesia di Braichgoch a Corris sono state convertite in un'attrazione turistica denominata Labirinto di Re Artù dove i visitatori vengono portati sottoterra in barca lungo un fiume sotterraneo. Quindi camminano attraverso le caverne per vedere le presentazioni audiovisive delle leggende arturiane e delle storie del Mabinogion e dei racconti di Taliesin. La cava di Llwyngwern vicino a Machynlleth è ora il sito del Centro per la tecnologia alternativa. Un certo numero di ferrovie che portavano le lastre ai porti sono state restaurate come attrazioni turistiche, ad esempio la Ffestiniog Railway e la Talyllyn Railway.

## Stato del patrimonio mondiale
Nel luglio 2021, dopo lo sviluppo di una richiesta di oltre 10 anni, il paesaggio dell'ardesia del Galles nordoccidentale è stato iscritto nel patrimonio dell'umanità dell'UNESCO. Le aree incluse nella nomina comprendono la cava di Penrhyn e la valle di Ogwen, la cava di Dinorwic, la valle di Nantlle, le cave di Gorseddau e Prince of Wales, Ffestiniog e Porthmadog, inclusa la ferrovia di Ffestiniog, e la cava di Abergynolwyn e Bryn Eglwys, compresa la Talyllyn Railway.

## Influenze culturali

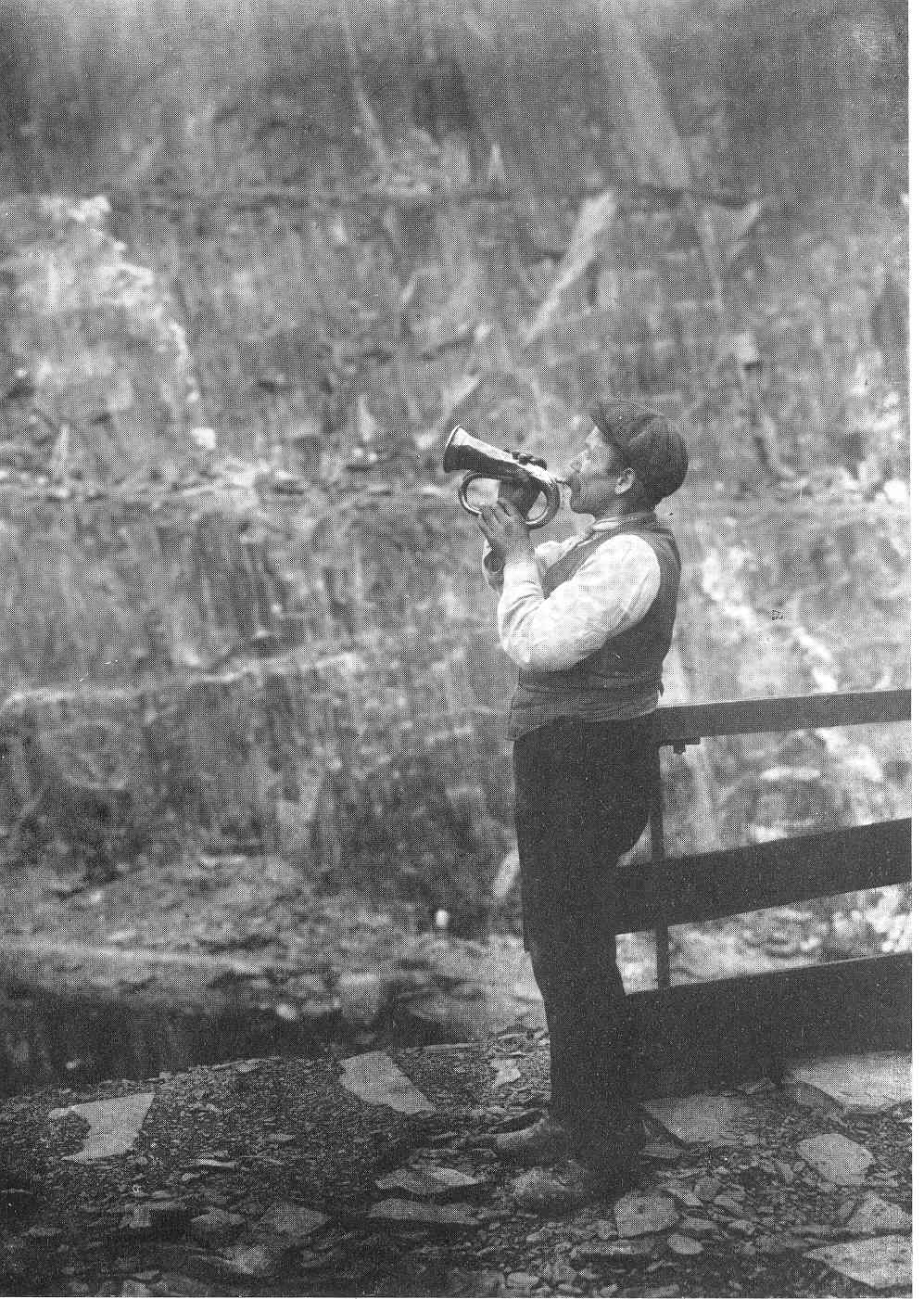
Il segnale che precedeva l'esplosione alla Cava di Penrhyn c.1913.

L'industria dell'ardesia gallese era essenzialmente un'industria di lingua gallese. La maggior parte della forza lavoro nelle principali aree produttrici di ardesia del Galles settentrionale proveniva dall'area locale, con poca immigrazione dall'esterno. L'industria ebbe una notevole influenza sulla cultura dell'area e su quella del Galles nel suo insieme. Il caban, la capanna dove i cavatori si radunavano per la pausa pranzo, era spesso teatro di discussioni di ampio respiro, spesso verbalizzate formalmente. Una serie di verbali sopravvissuti da un caban nella miniera di Llechwedd a Blaenau Ffestiniog, per il 1908-1910, registrano discussioni sulla disorganizzazione della Chiesa, sulla riforma tariffaria e su altri argomenti politici. Si tenevano Eisteddfod, si componevano e si discutevano poesie e la maggior parte delle cave più grandi aveva la propria banda, con quella di Oakley particolarmente famosa. Burn calcola che ci sono una cinquantina di uomini giudicati degni di una voce nel Dictionary of Welsh Biography che iniziarono la loro vita lavorativa come cavatori di ardesia, rispetto a soli quattro proprietari, anche se ovviamente c'era anche una netta disparità nel numero dei due gruppi.
Numerosi scrittori gallesi hanno attinto alla vita dei cavatori per il loro materiale, ad esempio i romanzi di T. Rowland Hughes, Chwalfa, tradotto in inglese con Out of their night (1954), ha come sfondo la disputa della cava Penrhyn, mentre Y cychwyn, tradotto come The begin (1969), segue l'apprendistato di un giovane cavatore. Diversi romanzi di Kate Roberts, figlia di un cavatore, danno un'immagine della zona intorno a Rhosgadfan, dove l'industria dell'ardesia era su scala ridotta e molti dei cavatori erano anche piccoli proprietari. Il suo romanzo Traed mewn cyffion (1936), tradotto come Feet in chains (2002), offre un quadro vivido delle lotte di una famiglia di cavatori nel periodo tra il 1880 e il 1914. Y Chwarelwr ("The Quarryman") prodotto nel 1935 è stato il primo film in lingua gallese. Ha mostrato vari aspetti della vita di un cavatore di ardesia a Blaenau Ffestiniog.